# بوبي ويلسون (مهندس)
بوبي ويلسون (بالإنجليزية: Bobby Wilson)‏ هو مهندس أمريكي، ولد في 6 أكتوبر 1981 في أوكونوموك في الولايات المتحدة.